# Eriochloa montevidensis
Eriochloa montevidensis là một loài thực vật có hoa trong họ Hòa thảo. Loài này được Griseb. mô tả khoa học đầu tiên năm 1879.